# Илиев, Атанас (хоккеист)
Атанас Илиев (болг. Атанас Илиев, родился 2 февраля 1943 года) — болгарский хоккеист, выступавший на позиции вратаря. Известен по играм за софийские клубы «Левски-Спартак» и ЦСКА. В составе сборной Болгарии — участник Зимних Олимпийских игр 1976 года, провёл 4 игры на Олимпиаде (все их Болгария проиграла). В игре против Швейцарии (3:8) сменил Петра Радева при счёте 1:5 и пропустил ещё 3 шайбы. Участник чемпионатов мира в группе B в 1970 году, а также чемпионатов мира в группе C в 1967, 1969, 1971, 1973, 1974, 1978, 1979 и 1982 годах.
Брат — Георгий, хоккеист, защитник, также играл на Олимпиаде в 1976 году. Внук — Атанас Генков, хоккеист, игрок юношеского состава софийского клуба «Славия» в 2012—2016 годах, в сезоне 2017/2018 играл за «Ирбис-Скейт».